# مخزق (السدة)

تعديل مصدري - تعديل

مخزق هي إحدى قرى عزلة جبل حجاج بمديرية السدة التابعة لمحافظة إب، بلغ تعداد سكانها 211 نسمة حسب تعداد اليمن لعام 2004.